# En-Naszr FC (Szaúd-Arábia)
Az en-Naszr Football Club (teljes név: es-Száúdi en-Naszr Nádí: arabul: نادي النصر السعودي) szaúd-arábiai labdarúgócsapat. 1955. október 24-én alapították, stadionja az al-Avval Park.
Az en-Naszr Szaúd-Arábia egyik legsikeresebb klubcsapata. Ugyan pontosan nem ismert, összesen valószínűleg 27 trófeával rendelkeznek.
Szaúd-Arábiában a csapat kilenc bajnoki címet, hat királykupát, három koronaherceg-kupát, három föderációs kupát és két szaúdi szuperkupát nyert el. Nemzetközileg 1998-ban sikerült megszerezniük az ázsiai duplát, megnyerve a Kupagyőztesek Ázsia-kupáját és az ázsiai szuperkupát.

## Története

### Kezdeti sikerek (1955–1989)

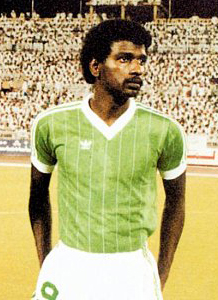
Majed Ahmed Abdullah az en-Naszr történetének legtöbb gólt szerző és legtöbbször pályára lépő játékosa.

Az en-Naszrt 1955-ben alapították az ál-Dzsába testvérek. Az edzéseket egy régi játszótéren tartották a Gaslat ál-Sortában, az ál-Fota-kert nyugati részén, ahol volt egy kis futballpálya és egy kis szoba, a labdák és mezek tárolására. Abd ál-Rahmán bin Szaúd al-Szaúd herceg lett az en-Naszr elnöke, haláláig több, mint 39 évet töltött a csapat élén három cikluson keresztül. A csapat iránti szeretete miatt vállalta a kihívást, hogy egy másodosztályú klubból bajnokot csináljon. Az en-Naszr keresztapja néven is ismert. 1963-ban feljutottak az első osztályba. Az 1970-es és 1980-as években a klub négy szaúdi bajnoki címet, hat királykupát, három koronaherceg-kupát és három föderációs kupát nyert. A csapat sikerei a Medzsid Abdullah, Fahad al-Bísí és Mohaíszen ál-Dzsamán alkotta „szaúdi aranytrió” köré épültek.

### 1989–2002
Az 1990-es években az en-Naszr további két bajnoki címet, egy királykupát és egy föderációs kupát nyert. Számos nemzetközi bajnokságban is sikereket értek el, két GCC-bajnokok ligáját, egy Kupagyőztesek Ázsia-kupáját és egy ázsiai szuperkupát nyertek. Az ázsiai szuperkupa győzteseként az en-Naszr FC képviselte az AFC szövetséget az első FIFA-klubvilágbajnokságon Brazíliában, 2000-ben. A tornán az en-Naszr a Corinthians, a Real Madrid és a Raja Casablanca ellen játszott és a csoportban a 3. helyen végzett. Az en-Naszr elnyerte a bajnokság Fair Play-díját.

### Visszaesés (2003–2007)
Az Aranytrió visszavonulása után az en-Naszr teljesítménye komolyan visszaesett. A 2006–2007-es szezonban a klub csak a szezon utolsó napján kerülte el a kiesést, ami arra késztette a klub vezetőségét, hogy megújítsák a csapatot és a jövőbe tekintsenek terveikkel.

### Újabb fellendülés (2008–napjainkig)
A játékosállomány jelentős átalakítása után az en-Naszr megnyerte a 2008-as föderációs kupát a városi rivális el-Hilál ellen. A klub a 2009–2010-es szezonban a harmadik helyen végzett, így a következő szezonban már az ázsiai bajnokok ligájában játszhatott. 2011–2012-ben az en-Naszr a királykupa döntőjébe jutott, de diadalmaskodni nem tudott. 2012–2013-ban folytatták a megkezdett munkát, hogy visszatérjenek régi sikereikhez, a koronaherceg-kupa döntőjébe jutottak, ahol büntetőkkel kaptak ki az el-Hiláltól.
2013–2014-ben az en-Naszr végre elérte a régen vágyott célját, amikor a városi rivális el-Hilál ellen duplázott: megnyerte a bajnokságot és a koronaherceg-kupát is. A csapat ezt követően bejutott a 2015-ös AFC-bajnokok ligájába. A 2014–2015-ös szezonban az en-Naszr tovább folytatta menetelését, megnyerte a bajnokságot, és bejutott a királykupa döntőjébe, valamint a koronaherceg-kupa elődöntőjébe.
A 2018–2019-es szezonban az en-Naszr megnyerte a bajnokságot, valamint bejutott a királykupa elődöntőjébe és az AFC-bajnokok ligája negyeddöntőjébe.
A csapat 2020-ban és 2021-ben is megnyerte a szaúd-arábiai szuperkupát. 2020-ban az ál-Távun FC-t 1–1-es rendes játékidő után büntetőkkel 5–4-re verte, 2021-ben pedig a városi rivális el-Hilált 3–0-ra győzte le.
2022. december 30-án az en-Naszr szerződtette Cristiano Ronaldót, miután a portugál játékos közös megegyezéssel távozott a Manchester Unitedtől. Ronaldo szerződése két és fél évre, 2025 nyaráig szólt, évi 200 millió eurós fizetéssel, ami a legmagasabb fizetés, amit valaha profi labdarúgónak fizettek. Azonnali hatást gyakorolt a klub népszerűségére világszerte, Instagram-fiókjuk a portugál érkezése előtt 860 ezer követővel rendelkezett, míg egy héttel később már több, mint 10 millióan követték.
Cristiano Ronaldo szerződtetése a szaúd-arábiai csapatnál vegyes reakciókat váltott ki, főleg azért, mert a Perzsa-öböl menti ország több kivételt is tett, hogy leszerződtessék a labdarúgót. A portugál játékos régóta kapcsolatban van argentin származású spanyol modell barátnőjével, Georgina Rodriguezzel. A Szaúd-Arábiai Királyságban gyakorolt iszlám törvények tiltják az „együttélést házassági szerződés nélküli,” amit figyelmen kívül hagyva a szaúdi kormány hajlandó volt kivételt tenni a labdarúgó és barátnője számára.

## Címer és színek
Az en-Naszr arab jelentése győzelem. Ugyanilyen nevű klubok találhatók Ománban, Kuvaitban, Bahreinben, az Egyesült Arab Emírségekben és Líbiában, de a szaúd-arábiai klub volt az első, ami felvette ezt a nevet.
A klub logója Arábia térképét ábrázolja sárga és kék színekkel. A sárga az arab sivatagok homokját, a kék pedig az Arab-tengert, az Arab-öblöt és az Arab-félszigetet körülvevő Vörös-tenger vizét jelképezi. A közelmúltban a régi logót egy „modernebb változatra” cserélték, de még mindig nagyban hat rá a klub régi logója. Az új logó csak a labdarúgócsapatot jelképezi, míg a régi logó a klub egészét.

## Mezszponzorok és felszerelés
| Időszak   | Gyártó      | Mezszponzor    |
| --------- | ----------- | -------------- |
| 2006–2008 | Lotto       | Al-Jawal       |
| 2008–2010 | Lotto       | STC            |
| 2010–2012 | Nike        | STC            |
| 2012–2013 | NFC         | STC            |
| 2013–2014 | NFC         | Nassrawi.com   |
| 2014–2017 | NFC         | Mobily         |
| 2017–2018 | New Balance | Nem volt       |
| 2018–2021 | Victory     | Etihad Airways |
| 2021–2022 | Victory     | Lebara         |
| 2022–2023 | Duneus      | Shurfah        |
| 2023–2024 | Nike        | KAFD           |
| 2024–     | Adidas      |                |

## Szakmai stáb
| Megnevezés          | Név                   |
| ------------------- | --------------------- |
| Vezetőedző          | Luís Castro           |
| Segédedző           |                       |
| Kapusedző           |                       |
| Erőnléti edző       | Paolo Rongoni         |
| Atlétikai edző      | Manuel De Maria       |
| Rehabilitációs edző | Hugo Camarero         |
| Videóelemző         | Alexandre Kerveillant |
| Sportigazgató       | Goran Vučević         |
| Sportigazgató       | Marcelo Salazar       |

## Keret
| #  |     | Poszt | Név                       |
| -- | --- | ----- | ------------------------- |
| 1  | KSA | K     | Ámín Bukári               |
| 2  | KSA | V     | Szultán al-Ganám          |
| 4  | KSA | V     | Mohammed al-Fatil         |
| 5  | KSA | V     | Abduleláh al-Amrí         |
| 7  | POR | CS    | Cristiano Ronaldo         |
| 8  | KSA | KP    | Abdulmadzsíd al-Szulajhím |
| 9  | CMR | CS    | Vincent Aboubakar         |
| 11 | KSA | KP    | Hálíd al-Ganám            |
| 13 | CIV | V     | Ghislain Konan            |
| 14 | KSA | KP    | Számí al-Nadzsej          |
| 16 | KSA | CS    | Mohammed Marán            |
| 17 | KSA | KP    | Abdullah al-Hajbarí       |
| 18 | BRA | KP    | Luiz Gustavo              |
| 19 | KSA | KP    | Ali al-Hasszán            |
| 20 | KSA | V     | Hamád al-Manszúr          |
| 21 | ESP | V     | Álvaro González           |

| #  |     | Poszt | Név                   |
| -- | --- | ----- | --------------------- |
| 23 | KSA | KP    | Ajmán Jaja            |
| 24 | KSA | V     | Manszúr al-Sammari    |
| 25 | COL | K     | David Ospina          |
| 27 | KSA | V     | Madzsed Kases         |
| 29 | KSA | KP    | Abfulrahmán Gáreb     |
| 30 | KSA | CS    | Mesari al-Nemer       |
| 31 | KSA | K     | Abdulazíz al-Ovaírdi  |
| 33 | KSA | K     | Valíd Abdullah        |
| 44 | KSA | K     | Naváf al-Akídí        |
| 45 | KSA | KP    | Abdulfattá Aszírí     |
| 46 | KSA | KP    | Abdulazíz al-Alíva    |
| 55 | KSA | V     | Abdulazíz al-Farádzs  |
| 59 | KSA | V     | Juszef Hakaví         |
| 77 | UZB | KP    | Jaloliddin Masharipov |
| 78 | KSA | V     | Ali Ladzsamí          |
| 94 | BRA | CS    | Talisca               |

## Vezetőedzők
| - Ámed al-Dzsoker (1960–62) - Ámíed Abdullah (1962–65) - Lamaat Katna (1966–67) - Abdulmádzsid Tarná (1967–69) - Hasszán Szultán (1969–70) - Zaki Oszmán (1971) - Mimi Abdulmádzsíd (1972) - Hasszán Háírí (1973–74) - Mahmoud Abu Rodzsejla (1975) - Vivas (1976) - Ljubiša Broćić (1976–79) - Chico Formiga (1980–81) - Mário Zagallo (1981) - Francisco Sarno (1983) - José Chira (1983) - Carpergiani (1983–84) - Robert Herbin (1985–86) - Billy Bingham (1987–88) - Joel Santana (1988–89) - Juszef Hámísz (1989, 1995, 2000, 2006) - Claudio Deorati (1990) - Násszer al-Dzsohár (1990–91, 1993) - Dragoslav Šekularac (1992) - Qadies (1992–93) | - Medzsid Abdullah (1993) - Jean Fernandez (1993–94, 1995–96), 1998) - Henri Michel (1995) - Ilie Balaci (1996–97) - Dimitar Penev (1997) - Dušan Uhrin (1997–98) - Dutra (1998–99) - Procópio Cardoso (1999) - Milan Živadinović (2000) - Artur Jorge (2000–01) - Héctor Núñez (2001) - Szálíh al-Mutlák (2001) - Jorge Habegger (2001–02, 2006–07) - Julio Asad (2002–03) - Ljubiša Tumbaković (2003) - Mircea Rednic (2004) - Mohszen Száleh (2004) - Dimitar Dimitrov (2004–05) - Mariano Barreto (2005–06) - Hálíd al-Koroni (2006) - Artur Jorge (2006) - Ednaldo Patrício (2007) - Foeke Booy (2007) - Julio Asad (2007) - Rodion Gačanin (2008) | - Edgardo Bauza (2009) - Jorge da Silva (2009–10, 2014–15) - Walter Zenga (2010) - Dragan Skočić (2011) - Gustavo Costas (2011) - Ali Kmeih (2011) - Francisco Maturana (2011–12) - José Daniel Carreño (2012–14, 2018) - Raúl Caneda (2014) - René Higuita (ideiglenes) (2015, 2016) - Fabio Cannavaro (2016) - Raúl Caneda (2016) - Zoran Mamić (2016–17) - Patrice Carteron (2017) - Ricardo Gomes (2017) - Gustavo Quinteros (2017–18) - Héldermb. (2018–19) - Rui Vitória (2019–20) - Alen Horvat (2020–21) - Mano Menezes (2021) - Pedro Emanuel (2021) - Miguel Ángel Russo (2021–22) - Rudi Garcia (2022–2023) - Dinko Jeličićmb. (2023) - Luís Castro (2023–) |

## Sikerlista
- Pro League
  - Bajnok (9): 1974–75, 1979–80, 1980–81, 1988–89, 1993–94, 1994–95, 2013–14, 2014–15, 2018–19
  - Ezüstérmes (7): 1976–77, 1977–78, 1978–79, 1990–91, 2000–01, 2019–20, 2022–23

- Király Kupa
  - Győztes (6): 1974, 1976, 1981, 1986, 1987, 1990
  - Döntős (8): 1967, 1971, 1973, 1989, 2012, 2015, 2016, 2020

- Koronaherceg Kupa
  - Győztes (3): 1972–73, 1973–74, 2013–14
  - Döntős (4): 1990–91, 1995–96, 2012–13, 2016–17

- Szaúdi Szuperkupa
  - Győztes (2): 2019, 2020
  - Döntős (2): 2014, 2015

- Föderációs Kupa
  - Győztes (3): 1976, 1998, 2008
  - Döntős (3): 1994, 2001, 2009

- Kupagyőztesek Ázsia-kupája
  - Győztes (1): 1997–98
  - Döntős (1): 1991–92

- Ázsiai szuperkupa
  - Győztes (1): 1998

- AFC-bajnokok ligája
  - Döntős (1): 1995